# Молодые решительные малагасийцы
«Молодые решительные малагасийцы» (малаг. Tanora malaGasy Vonona; TGV или МРМ) — правящая социал-демократическая партия на Мадагаскаре.

## История
Политическое движение основано политиком Андри Радзуэлиной перед выборами мэра Антананариву в 2007 году под названием «Вместе с президентом Андри Радзуэлиной».
Сокращение TGV является отсылкой к прозвищу Андри Радзуэлины, а также к французскому скоростному поезду TGV и решительному характеру Радзуэлины.
В политическом плане TGV способствует прозрачности правительства, развитию инфраструктуры и политике нескольких поколений. Партия является главным левоцентристским соперником правоцентристской партии «Я люблю Мадагаскар». В настоящее время имеет большинство в Национальном собрании.

## Результаты на выборах

### Президентские выборы
| Выборы | Кандидат         | Голосов   | %      | Результат |
| ------ | ---------------- | --------- | ------ | --------- |
| 2018   | Андри Радзуэлина | 2 586 938 | 55,7 % | Избран    |
| 2023   | TBA              | TBA       | TBA    | TBA       |

### Парламентские выборы
| Выборы | Лидер            | Голосов   | %       | Мест      | +/-  | Место | Статус                    |
| ------ | ---------------- | --------- | ------- | --------- | ---- | ----- | ------------------------- |
| 2013   | Андри Радзуэлина | 669 394   | 17,3 %  | 49 из 151 | ▲ 49 | ▬ 1ое | Правительство большинства |
| 2019   | Андри Радзуэлина | 1 398 135 | 34,66 % | 84 из 151 | ▲ 35 | ▬ 1ое | Правительство большинства |